# Tétrachlorure d'uranium
Le tétrachlorure d'uranium, ou chlorure d'uranium(IV), est un composé chimique de formule brute UCl4 se présentant comme un solide vert foncé.
L'uranium a été isolé pour la première fois par Eugène-Melchior Péligot en 1841 par réduction du tétrachlorure d'uranium avec du potassium.
Le tétrachlorure d'uranium commercial est produit par la réaction du tétrachlorure de carbone CCl4 avec le dioxyde d'uranium UO2 pur à 370 °C. Il est radioactif et soluble dans l'eau.